# Erik Olivier Lancelot
Erik Olivier Lancelot, poznatiji kao AiwariklaR (9. travnja 1975.), norveški je black metal-glazbenik. Najpoznatiji je kao bubnjar i flautist sastava Ulver. Napustio je sastav nakon snimanja albuma Themes from William Blake's The Marriage of Heaven and Hell. Također je bio bubnjar projekta Burzum u vrijeme kad je Varg Vikernes planirao ići na turneju. Od 1992. do 1993. svirao je sa skupinom Valhall.

## Diskografija
Ulver
- Bergtatt – Et Eeventyr i 5 Capitler (1995.)
- Kveldssanger (1996.)
- Nattens Madrigal – Aatte Hymne til Ulven i Manden (1997.)
- Themes from William Blake's The Marriage of Heaven and Hell (1998.)

Code
- Nouveau Gloaming (2005.)

Kao gost
- Arcturus – La Masquerade Infernale (1997.)
- Nattefrost – Drunk and Pisseskev at Ringnes 2004 (2006.)